# Danmarkshavn

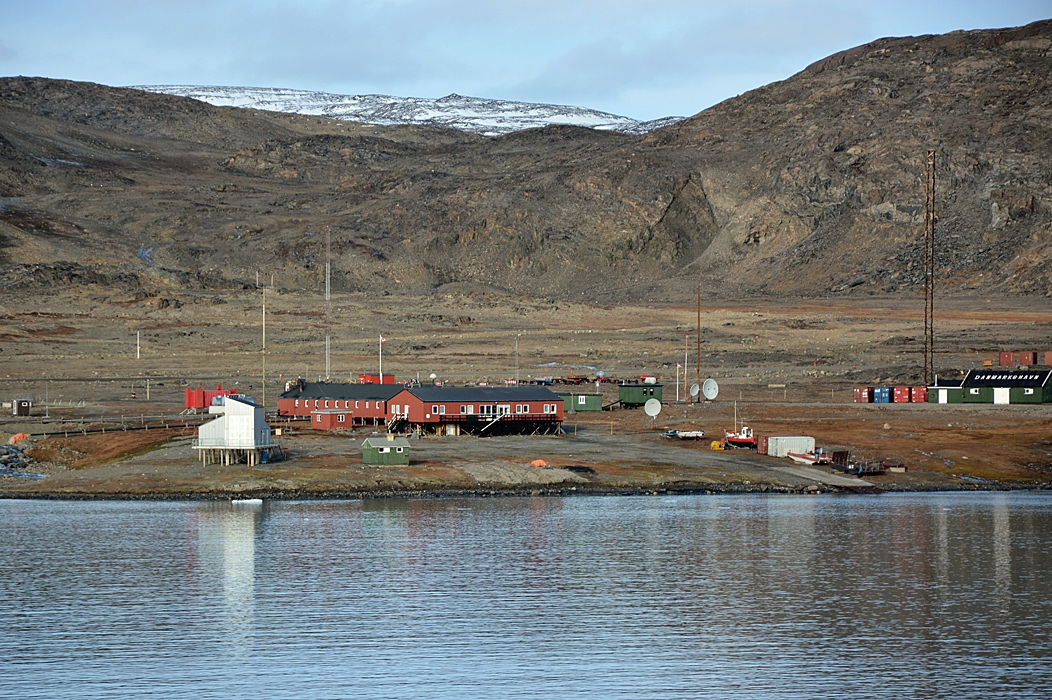
Danmarkshavn

Danmarkshavn är en väderstation belägen på nordöstra Grönland inom Grönlands nationalpark.
Väderstationen inrättades 1948 och ägs av Danmarks Meteorologiske Institut, men den drivs numera av Tele Greenland. Den är byggd i Grönlands nationalpark på den plats, där Danmarksexpeditionen hade sin basstation 1906–08.
På grund av dess stora betydelse för vädertjänsten erhåller den även tillskott från Internationella civila luftfartsorganisationen (ICAO). Den permanenta bemanningen av stationen är åtta personer, som arbetar i omgångar på sex–tio månader. De bor i en och samma byggnad, som rymmer kök, matsal och vardagsrum, samt ett antal sovrum och arbetsrum. Det finns också ett hus som kallas "Villaen" och som byggdes av Ludvig Mylius-Erichsen och hans folk 1906. 